# Три богатыря и наследница престола
«Три богатыря и наследница престола» — российский анимационный фильм, девятый фильм франшизы «Три богатыря».
Официальный трейлер картины появился 8 ноября 2018 года. Выход мультфильма состоялся 27 декабря 2018 года.
Бюджет мультфильма составил 80 млн руб. Кассовые сборы мультфильма составили 598,7 млн руб.
С 5 марта 2022 года было объявлено, что мультфильм «Три богатыря и наследница престола» выпустят в повторный прокат в России.
28 июля 2022 года мультфильм вышел в повторный прокат.

## Сюжет
Князь принимает у себя в гостях заморского посла и переживает, что он многое делает для народа, но народ этого не ценит. Также он боится, что если не станет его, то не станет и Руси. Внезапно у него сильно прихватывает сердце. Срочно зовут лекаря. Князь просит коня Юлия привести к нему богатырей. А в это время Алёша, Добрыня и Илья рыбачат.
Юлий сообщает богатырям о том, что Князь чувствует себя плохо. Богатыри забирают свой улов и на Юлии отправляются в город. Лекарь не может сказать Князю ничего определённого. Богатыри обещают чтить волю государя, но есть один вопрос — кто-то должен сесть на престол. Князь решает, что на престол должна сесть его племянница Забава, да вот только если враги прознают, что теперь на троне молодая девица, захотят этим воспользоваться, чтобы урвать себе кусок землицы русской.
Богатыри обещают, что не дадут Забаву в обиду. Кроме того, у неё есть муж Елисей, который в настоящее время изучает военное дело в заграничном университете. Государь велит богатырям отправляться в Царьград и доставить к нему племянницу и её мужа. Также он просит не рассказывать ничего об его болезни, чтобы не поднимать лишнего шума, так как кругом враги. Вместе с богатырями Князь отправляет и Юлия, чтобы тот помогал им, а также слал ему все последние известия почтовым голубем.
А в это время сын византийского императора Василевса Леонид мается дурью. Его отец этим сильно недоволен. Он прознал, что Князь захворал. Так как наследница престола Забава обучается у них наукам, он хочет женить на ней своего сына. Тут сын рассказывает отцу, что у неё есть муж Елисей, который служит у них счетоводом. Оказывается, Елисей скрывает от жены, что он никакой не воевода, а простой счетовод. Он, к тому же, ещё и настолько несобранный, что забыл обручальное кольцо у дежурного на службе.
Выйдя из дома, Елисей прячет меч в горшке под деревом, а оттуда достаёт счёты и отправляется к императору. Наивный Елисей рассказывает императору, что его жена не знает, что его не приняли на обучение военному делу. Вот только он не догадывается, что Забава уже обо всём прознала. Он очень хочет порадовать её, да и самому счетоводческое дело уже порядком наскучило. Император видит, что Елисей парень упёртый. Василевс обещает Елисею, что устроит его на военную службу. Только служить он будет на границе, на дальней заставе. Также император внедряет в голову Елисея идею о том, что ему надо развестись с Забавой, так как он ей не пара, а она могла бы выйти замуж за принца.
Елисей не согласен с мнением императора. Они с Забавой поклялись друг другу, что всегда будут вместе. Понимая, что с Елисеем не договориться, Василевс открывает под ним люк, и гонец падает в темницу. Корабль с богатырями подходит к Царьграду. Юлий отправляет Князю письмо, что они добрались. Богатыри пытаются найти возницу, чтобы быстрее попасть в Царьград. Они находят повозку со страусом. Юлий не может за ними угнаться. У него остались все командировочные. Тут он замечает игорное заведение и направляется туда.
Князь получает письмо от Юлия, в котором тот сделал приписку, что командировочные у них заканчиваются. Князь негодует и пишет ему в ответ, чтобы они поторопились, так как времени остаётся всё меньше. В игорном заведении Юлий спускает все деньги. Князь написал ответ на обратной стороне письма Юлия, тот не догадывается его перевернуть и отправляет голубя обратно к Князю за деньгами.
Богатыри приходят к Забаве. Та рассказывает им, что Елисей работает счетоводом, так как его не взяли на военное дело, но боится в этом признаться. Также у неё должны быть экзамены, и до них она уезжать не хочет. Богатыри не рассказывают Забаве правду, чтобы не пугать её. Тут является стражник и заявляет, что Забава приглашена к императору Василевсу.
Елисей приходит в себя в темнице. Там он встречается с Соловьём-Разбойником. Елисей наивно полагает, что попал в темницу по ошибке. Соловей-Разбойник использует счёты Елисея, чтобы вскрыть дверной замок, и выводит его оттуда. Затем беглецы пытаются спастись от стражи. Елисей, используя свои счёты, спасает жизнь Соловью-Разбойнику. Далее беглецы натыкаются на помещение с государственными деньгами. Елисей останавливается, чтобы забрать своё обручальное кольцо, которое он там забыл. Соловей-Разбойник, пользуясь случаем, крадёт мешок с деньгами и убегает.
Елисей велит подоспевшей страже бить тревогу, а сам остаётся пересчитывать остатки в казне. Богатыри приходят на приём к императору вместе с Забавой. Тут выясняется, что Илья уже знаком с Василевсом. Император врёт Забаве, что Елисей якобы сбежал с итальянкой, а также отдаёт ей обручальное кольцо Елисея, заявляя, что он сам просил его передать. Все шокированы этим известием. Забава отказывается в это верить. Василевс говорит, что его сын Леонид может всё подтвердить.
Император знакомит Забаву с сыном и предлагает ей выйти за него замуж. Забава хочет побыть одна и уходит из дворца. Тут вбегает стражник и сообщает о краже казны. Император, его сын и богатыри спускаются в хранилище. Елисей пытается объяснить, что это Соловей-Разбойник украл один мешок золота. Но Василевс не верит ни единому его слову и обвиняет Елисея в краже десяти мешков. Он приказывает отвести Елисея в темницу. Богатыри не знают, чему верить. Император решает казнить Елисея на рассвете.
Богатыри отправляются искать Соловья в русском квартале, чтобы выяснить всю правду. Забава собирается возвращаться в Киев, но тут она узнаёт, что Елисей был пойман за кражу императорской казны. Голубь вновь приносит ответ Юлию, но тот опять не переворачивает листок и отправляет птицу обратно. Василевс велит сыну ухаживать за Забавой, чтобы она влюбилась в него. Тут сама Забава является во дворец. Император сообщает, что завтра Елисею отрубят голову. Забава же в гневе просит дать ей топор и проводить её к Елисею, так как она сама хочет казнить его. Василевс оставляет Юлия у себя, чтобы провести с ним переговоры.
Голубь возвращается к Князю. Тот думает, что глупый голубь принёс ему его же записку обратно, и вновь отправляет его к Юлию. Соловью-Разбойнику ранее бабка выбила зуб. Он делает себе новый из золота. Богатыри находят его. Соловей пытается обороняться своим свистом, но надолго его сил не хватает. Богатыри хотят вернуть десять мешков золота. Соловей рассказывает богатырям, что у него нет никаких десяти мешков, так как он еле утащил один мешок. Соловей прячется под пол, где богатыри не могут его достать. Оттуда он слышит их разговор про Елисея и подлое враньё императора. Соловью-Разбойнику становится жалко Елисея.
Тем временем император задабривает Юлия, чтобы тот помог ему поженить сына и Забаву. Елисей пытается оправдаться перед Забавой. Та, расстроенная, говорит Леониду, что на всё согласна, и уходит. Забава встречает Юлия и говорит ему, что она видела глаза Елисея и не верит в то, что он мог украсть деньги из казны и изменить ей. Тут они случайно подслушивают разговор Василевса с сыном. Император намерен изменить границы Руси, когда Леонид станет во главе государства. Леонид не сильно смыслит в делах государственных. Отец велит ему делать всё под его диктовку. Василевс хочет сначала разобраться с богатырями, а уже потом избавиться и от Елисея, чтобы его коварному плану ничто не помешало.
Юлий и Забава случайно выдают себя. Они пытаются спастись от стражи, которая на них бросается. Забава легко одолевает стражников, так как владеет боевыми искусствами. Но подлому Василевсу удаётся сбросить Юлия в темницу и загнать Забаву в ловушку. Затем Василевс пускает в темницу воду, и заключённых начинает затапливать. Юлий и Елисей пытаются выбраться из камеры через люк в потолке. Люк ведёт к колодцу. Именно в этот колодец Алёша закидывает ведро, чтобы набрать воды и утолить жажду.
Богатыри вытаскивают Юлия и Елисея из колодца. Василевс проводит церемонию бракосочетания, но тут во дворец врывается Елисей, раскидывает стражу и освобождает Забаву от верёвок. Тем временем богатыри держат бой на улице. Богатыри заходят во дворец, чтобы помочь Елисею. Тут император достаёт пушку. Неожиданно объявляется Соловей-Разбойник. Он своим свистом задувает фитиль у пушки и рушит коварные планы Василевса. Соловей возвращает недостающее золото императору и требует отпустить Елисея, а также забыть об их маленьком конфликте.
По вине Леонида фитиль снова загорается. Ядро вылетает в сторону императора и его сына. В последний момент их спасает Елисей, чем заслуживает расположение и уважение Василевса. Елисей и Забава мирятся. Едва герои садятся на корабль, как Юлий и Алёша проговариваются о болезни Князя. Ветер встречный, и добраться быстро не получится. Но тут им вновь приходит на помощь Соловей-Разбойник, желающий вернуться на родину. Богатыри, Юлий, Забава, Елисей и Соловей-Разбойник стремительно возвращаются домой.
Забава обнимает Князя. У того снова начинает сильно колоть сердце. Она прощупывает его рубашку, и тут выясняется, что портной забыл там иглу, когда пришивал рукав. Князь понимает, что он здоров, и на радостях закатывает праздник. Соловью-Разбойнику Елисей даёт официальную бумагу, где говорится, что к тому никаких претензий со стороны государства нет. Илья говорит Соловью, что если тот возьмётся за старое, то эта бумага его не спасёт, и Соловей на коне скачет в неизвестном направлении.

## Роли озвучивали
| Актёр                 | Роль                                                                                |
| --------------------- | ----------------------------------------------------------------------------------- |
| Сергей Маковецкий     | Киевский князь                                                                      |
| Олег Куликович        | Алёша Попович / лекарь                                                              |
| Валерий Соловьёв      | Добрыня Никитич                                                                     |
| Дмитрий Быковский     | Илья Муромец                                                                        |
| Анатолий Петров       | Боярин Антипка / заморский посол / погонщик страуса                                 |
| Дмитрий Высоцкий      | конь Юлий                                                                           |
| Михаил Черняк         | рассказчик                                                                          |
| Екатерина Гороховская | Забава Путятична, племянница князя                                                  |
| Юрий Тарасов          | гонец Елисей                                                                        |
| Александр Боярский    | Василевс, император византийский / Князь (реплика «Шляпу сними!») / карлик-стражник |
| Константин Бронзит    | принц Леонид (в титрах как «Фынок»)                                                 |
| Максим Сергеев        | Соловей-Разбойник / два стражника / карлик-стражник (некоторые реплики)             |

## Критика
Вера Алёнушкина из «Киноафиши» оценила мультфильм положительно, заключив, что «перед нами один из лучших фильмов франшизы, который способны принять даже те, кто давно уже устал от наших „муромцев“». Борис Гришин из «Кино@mail» оценил картину также позитивно, хотя и более сдержанно, отметив, что «фильм по-прежнему не рекомендуется тем, кто не хочет портить вкус детей к отечественной истории и культуре российским вариантом „Астерикса и Обеликса“». Кирилл Илюхин из издания «Вебург» оценил фильм на «Хорошо», написав, что «„Три богатыря и Наследница престола“ выглядит как попытка оправдаться за весь тот ужас, что был с серией в последние годы, вернуть ей репутацию и лицо», тем не менее, автор рецензии находит и минусы: в нехватке в некоторых моментах музыки и утрате новизны серии в целом. Также Кирилл Илюхин положительно оценил привлечение к работе над мультфильмом режиссёра и сценариста первого мультфильма из франшизы Константина Бронзита, заметив, что его стиль чувствуется с первых минут мультфильма и включает очень яркие краски, тонкий юмор и гримасничество персонажей, а также проработанный сценарий, в отличие от предыдущего мультфильма «Три богатыря и принцесса Египта», в котором сценарий выглядел недоработанным. Александр Баженов в обзоре последних работ серии студии «Мельница» также положительно отозвался о сценарии и выразил мнение, что мультфильм внушал надежду, что авторы начали лучше работать над сценарием, но последующий мультфильм франшизы «Конь Юлий и большие скачки» вернул всё обратно.
Как и в мультфильмах «Три богатыря и морской царь» и «Три богатыря и принцесса Египта», сюжет мультфильма «Три богатыря и наследница престола» построен на изменении антагониста, который напал на Киев.
В мультфильме «Три богатыря и наследница престола» впервые в фильмах франшизы в главной роли выступает не физически сильный мужчина, а ловкий и слабый персонаж. Также впервые право на правление передаётся женщине, а не женившемуся на наследнице престола. Также в мультфильме показана героиня, которая способна победить в битве нескольких крепких мужчин благодаря владению боевыми искусствами.
С другой стороны, мультфильм «Три богатыря и наследница престола» показывает яркий пример нездоровой модели поведения влюблённых пар, включая агрессию, недопонимание и ссоры после свадьбы. Также мультфильм показывает отношения персонажей, которые построены на собственной и государственной выгоде, обмане и шантаже.
В то же время богатыри показаны добрыми и миролюбивыми, они могут простить злодеев и позволить им жить как добропорядочные люди. Так они поступили с Соловьём-Разбойником, совместно с которым выступили против армии Василевса.

## Награды
8 апреля 2019 года в Суздале состоялась V Национальная анимационная премия «Икар», учреждённая Союзом кинематографистов РФ, Ассоциацией анимационного кино и Открытым российским фестивалем анимационного кино. В рамках анимационной премии «Икар» мультфильм «Три богатыря и Наследница престола» победил в номинации «Лучший фильм в прокате», в которой соревновался с полнометражными мультфильмами «Смешарики. Дежавю» и «Гофманиада».
В мае 2019 года за достижения в области киноискусства авторский коллектив мультфильма, включая Константина Бронзита, Сергея Сельянова и Александра Боярского был награждён премией правительства Санкт-Петербурга в области культуры и искусства за 2018 год.